# Percy Smith (Fußballspieler)
Percy James Smith (* 1880 in Burbage; † 18. April 1959 in Watford) war ein englischer Fußballspieler und -trainer.

## Sportlicher Werdegang
Smith spielte zunächst bei Hinckley Town in der Leicestershire Senior League, ehe der Stürmer 1902 zu Preston North End in die Second Division der Football League wechselte. In der Spielzeit 1903/04 führte er den zweifachen Meister mit 26 Saisontoren als Meister zum Wiederaufstieg in die First Division, damit krönte er sich zudem zum Torschützenkönig der zweithöchsten Spielklasse. Nach einem achten Platz im ersten Jahr wurde er mit dem Klub in der Spielzeit 1905/06 hinter Aufsteiger FC Liverpool Vizemeister.
1910 wechselte Smith zu den Blackburn Rovers, wo er vornehmlich als Abwehrspieler eingesetzt wurde. In der Spielzeit 1911/12 gehörte er mit 31 Saisoneinsätzen als Stammspieler zur von Robert Middleton trainierten Meistermannschaft um Wattie Aitkenhead, Billy Bradshaw, Bob Crompton, Alfred Robinson, Jock Simpson und Albert Walmsley. Zwei Spielzeiten später wiederholte er mit dem Klub den Triumph, ehe ein Jahr später nach dem Ausbruch des Ersten Weltkriegs der Spielbetrieb zum Erliegen kam.
Nach dem Krieg spielte Smith zunächst erneut für die Rovers, ehe er 1920 zu Fleetwood Town in die Lancashire Combination weiterzog. Nach einer Spielzeit ging er zum bisherigen Ligakonkurrenten AFC Barrow, der in die Third Division North der Football League aufgenommen worden war. Hier beendete er seine aktive Laufbahn.
Ab 1925 war Smith als Trainer beim FC Nelson in der Third Division tätig, ehe er zwei Jahre später den Erstligisten FC Bury übernahm. Am Ende der Spielzeit 1928/29 stieg er mit dem Klub ab, mit dem er im Vorjahr den fünften Platz belegt hatte. Nach drei Jahren im Amt verpflichtete ihn der Zweitligakonkurrent Tottenham Hotspur. Als Vizemeister der Zweitligasaison 1932/33 hinter Stoke City stieg er mit dem Londoner Klub in die First Division auf und erreichte dort in der Spielzeit 1933/34 hinter dem FC Arsenal und Huddersfield Town den dritten Platz, ehe er mit der Mannschaft wieder abstieg. Dabei beklagte er die Einflussnahme des Klubvorstands auf seine Aufstellung, so dass er zurücktrat und kurzzeitig durch den vorherigen Verbandstrainer Wally Hardinge ersetzt wurde. Es folgten noch kurzzeitige Engagements bei den unterklassigen Klubs Notts County und Bristol Rovers in der dritten Spielklasse.